# Carlos Rivas (Schauspieler)
Oscar Carlos Rivas Weber, geboren als Oscar Weber (* 16. Februar 1925 in El Paso; † 16. Juni 2003 in Los Angeles, Kalifornien) war ein US-amerikanischer Schauspieler. Er hatte einen deutschen Vater und eine mexikanische Mutter. Er starb in Los Angeles, Kalifornien an Prostatakrebs. Seine Frau Sylvia starb am gleichen Tag.

## Biographie
Der 1925 in Texas geborene Schauspieler hieß in Wirklichkeit Oscar Weber. Vater Deutscher, Mutter Mexikanerin, wuchs Carlos im Süden der U.S.A. wie auch in Mexiko auf. Den Künstlernamen, der der Mädchenname seiner Mutter ist, legte er sich mit Beginn der Filmarbeit zu, die 1945 begann. Der Schauspieler schaffte nach einer Reihe von Produktionen in Mexiko, u. a. an der Seite von María Félix und Dolores Del Rio, auch in Hollywood den Durchbruch und trat in über 40 Filmen auf. Seine bekanntesten Rollen erhielt er in „The King And I“ (Der König und ich, 1956), wo er neben Yul Brynner Lun Tha, den Liebhaber von Rita Moreno, spielte, in der Wildtöter-Verfilmung mit Lex Barker sowie dem Horror-Science-Fiction-Film „The Black Scorpion“ (1957) als mexikanischer Geologe Arturo Ramos. 
Im Fernsehen war Rivas mit Gastrollen in Bonanza, Tarzan, Zorro und weiteren bekannten Serien zu sehen, außerdem stand er gelegentlich auf der Bühne. Trotz Krankheit blieb Rivas bis ins hohe Alter tätig. Carlos Rivas setzte sich zeitlebens für die Belange der Latinos in der US-Unterhaltungsindustrie ein. Als Gründungsmitglied von Nosotros, einer Organisation in Los Angeles, die für die Verbesserung des Images und der beruflichen Bedingungen von Filmschaffenden aus Lateinamerika eintritt, wurde sein Einsatz mit dem Golden Eagle gewürdigt. Seinen letzten Film drehte Carlos Rivas im Jahr 2000, drei Jahre danach starb er an den Folgen einer Krebserkrankung.

## Filmografie (Auswahl)
- 1956: Der Fluch vom Monte Bravo (The Beast of Hollow Mountain)
- 1956: Der König und ich (The King and I)
- 1956: Um jeden Preis (Comanche)
- 1957: Lederstrumpf: Der Wildtöter (The Deerslayer)
- 1957: The Black Scorpion
- 1959: Die Madonna mit den zwei Gesichtern (The Miracle)
- 1960: Pepe – Was kann die Welt schon kosten (Pepe)
- 1960: Denen man nicht vergibt (The Unforgiven)
- 1966: Tarzan und die goldene Stadt (Tarzan and the Valley of Gold)
- 1969: Der Marshal (True Grit)
- 1969: Topas (Topaz)
- 1969: Die Unbesiegten (The Undefeated)
- 1971: The Gatling Gun – Das Maschinengewehr (The Gatling Gun)
- 1975: Doc Savage – Der Mann aus Bronze (Doc Savage: The Man of Bronze)
- 1980: Die furchtbaren 7 (Yucca Flats)
- 1990: Gypsy
- 1992: Gas Food Lodging – Verlorene Herzen (Gas Food Lodging)